# Jakovlev Jak-25
De Jakovlev Jak-25 (Russisch: Як-25) (NAVO-codenaam: Flashlight-A/Mandrake) was een turbojet aangedreven onderscheppingsvliegtuig en verkenningsvliegtuig gebruikt door de Sovjet-Unie, gebouwd door het Jakovlev-ontwerp-bureau.

## Ontwerp en ontwikkeling
De Jak-25 ontstond uit de behoefte aan langeafstandsonderscheppingsjagers voor de bescherming van de noordelijke en oostelijke gebieden van de Sovjet-Unie. De specificaties voor de tweezits tweemotorige straaljager en een gerelateerde verkenner werd uitgegeven door Jozef Stalin op 6 augustus 1951. Het vliegtuig zou de nieuwe Mikoelin AM-5 turbojet gaan gebruiken. Het eerste prototype, de Jak-120, vloog voor het eerst op 19 juni 1952.
Ondanks enkele significante problemen werd het type gereed verklaard voor productie in 1953, en productie begon in 1954. De eerste productiemodellen werden het volgende jaar afgeleverd met de aanduiding Jak-25, hoewel ze nog niet geheel operationeel waren dankzij problemen met de 'Sokol' radar. Als gevolg gebruikten de eerste vliegtuigen een aangepaste versie van de RP-1D 'Izoemroed' (NAVO: 'High Fix') radar. Toen de 'Sokol' (RP-6) eindelijk beschikbaar was, kregen de nieuwe vliegtuigen de aanduiding Jak-25M, met levering in januari 1955. De Jak-25M kreeg nog een aantal verbeteringen, waaronder terugslag dempers voor de kanonnen, verbeterde motoren (met dezelfde stuwkracht) en een kleine verbetering in brandstofcapaciteit. In 1955 en 1956 werden enkele Jak-25M's omgebouwd tot testbed voor lucht-luchtraketten.
De verkenningsversie van de Jak-25, de Jak-25RV werd ontwikkeld in 1959 (NAVO-Codenaam 'Mandrake'). Het had een compleet nieuwe rechte vleugel met een spanwijdte van 23.4 meter, meer dan twee keer zo groot als de Jak-25M onderscheppingsvliegtuig, met een totale oppervlakte van 55 vierkante meter. Camera- en sensorpakketten werden toegevoegd in de romp. Sommige versies hebben mogelijk een kanon behouden.
Ondanks de lage vleugelbelasting, waren de prestaties van de 'Mandrake' op grote hoogte marginaal op zijn best, met grote motorproblemen en primitieve uitrusting welke een grote werkdruk betekende voor de bemanningen. Toch hield de VVS de Jak-25RV in gebruik tot 1974. Een aantal werden eind jaren 70 gebruikt voor het meten van radioactieve besmetting, met gespecialiseerde met de aanduiding Jak-25RRV. Pogingen in 1971 om de 'Mandrake' door te ontwikkelen tot een onderschepper voor grote hoogtes (Jak-25PA) bleken onsuccesvol.
De afgeleide Jak-26werd ontwikkeld als bommenwerper, maar er werden er slechts negen van gebouwd. De Jakovlev Jak-27 was een opgewaardeerde versie van de Yak-25 met een extra raket motor voor betere prestatie op grote hoogte. De Jak-27V onderschepper kwam niet in dienst, maar meer dan 160 Jak-27R (NAVO Mangrove) kwamen in dienst in de eind jaren 50.
In 1961 werden een aantal lichtere 'Mandrake' werden geproduceerd als doelvliegtuigen voor grote hoogtes. De Jak-25RV-I werd gebruikt als bemand doel voor ongewapende onderscheppingstesten, en de Jak-25RV-II als afstand bestuurde drone.
483 werden gebouwd in de fabriek van Saratov, waaronder 406 in de Jak-25M variant en 10 in de Jak-25R verkenningsvariant. Daarnaast werden er ook 155 Jak-25RV verkenningsvliegtuigen gebouwd.

## Operationele geschiedenis
De Jak-25 werd voor het eerst getoond op Toesjino in juli 1955 en kreeg de NAVO aanduiding Flashlight-A. Ze begonnen met het uitrusten van de luchtverdediging vanaf 1955. Ze werden beschouwd als makkelijk te vliegen en populair bij de bemanningen. Veel voorkomende problemen waren met de motoren die uitvielen, meestal door de lage hoogte boven de aarde, wat schone vliegvelden vereiste. Maar door de tweemotorige uitrusting waren slechts enkele van deze ongelukken fataal.
Hun terugtrekking begon in 1963. De laatste Jak-25 onderscheppers waren met pensioen in 1967. De 'Mandrake' verkenners gingen nog door tot eind jaren 70. Zoals vele andere onderscheppers uit de Koude Oorlog werd de Jak-25M niet geëxporteerd naar andere landen uit het Warschaupact.
Er was nog een vliegtuig met de naam Jak-25, een licht jagerprototype uit 1947. Nadat het de competitie verloor van de MiG-15 en Lavotsjkin La-15, werd het eerste Jak-25 programma afgeblazen en de aanduiding werd hergebruikt voor de nieuwe onderschepper.